# Rhynchosia stenodon
Rhynchosia stenodon är en ärtväxtart som beskrevs av Baker f. Rhynchosia stenodon ingår i släktet Rhynchosia och familjen ärtväxter. Inga underarter finns listade i Catalogue of Life.